# Entoloma tenellum
Entoloma tenellum är en svampart som först beskrevs av J. Favre, och fick sitt nu gällande namn av Machiel Evert ("Chiel") Noordeloos 1979. Entoloma tenellum ingår i släktet Entoloma och familjen Entolomataceae.  Arten är reproducerande i Sverige. Inga underarter finns listade i Catalogue of Life.